# Liste der Naturschutzgebiete in Heidelberg
In Heidelberg gibt es 5 Naturschutzgebiete. Für die Ausweisung von Naturschutzgebieten ist das Regierungspräsidium Karlsruhe zuständig. Nach der Schutzgebietsstatistik der Landesanstalt für Umwelt, Messungen und Naturschutz Baden-Württemberg (LUBW) stehen 85,37 Hektar des Stadtgebiets unter Naturschutz, das sind 0,78 Prozent.
| Name                                              | Bild | Kennung            | Einzelheiten | Position | Fläche Hektar | Datum         |
| ------------------------------------------------- | ---- | ------------------ | --- | -------- | ------------- | ------------- |
| Felsenmeer, Russenstein, Naturpark Michelsbrunnen |      | 2.021 WDPA: 82209  | Heidelberg Blockhalden am Nordostabhang des Königstuhls mit lockerem Bestand von Eiche, Birke, Vogelbeere und Esskastanie (Felsenmeer) sowie steile, stellenweise felsige, bewaldete Südhänge zum Neckartal am Südrand des Odenwaldes (Russenstein) und bewaldete Hänge auf Mittlerem Buntsandstein am Michelsbrunnen mit tiefliegenden Wuchsorten hochmontaner Pflanzenarten (Naturpark Michelsbrunnen). | ⊙        | 11,2          | 9. Mai 1956   |
| Altneckar Heidelberg-Wieblingen                   |      | 2.097 WDPA: 166006 | Heidelberg Erhaltung des Unterlaufes des Neckars und seiner Flussufersäume, Auen und Vorländer, insbesondere der noch ursprünglich geformten, naturnahen, nicht schiffbaren Flussabschnitte mit Wildflusscharakter | ⊙        | 45,2          | 17. Dez. 1986 |
| Altneckar Wörth-Weidenstücker                     |      | 2.098 WDPA: 166007 | Heidelberg, Edingen-Neckarhausen Erhaltung und Förderung der verschiedenen für die Flusslandschaft am unteren Neckar typischen und teilweise zunehmend gefährdeten Pflanzengesellschaften, deren Vegetationsmosaik der standörtlichen Vielfalt entspricht | ⊙        | 16,7          | 17. Dez. 1986 |
| Ehemaliger Buntsandsteinbruch an der Neckarhalde  | BW   | 2.155 WDPA: 162862 | Heidelberg Aufgelassener Steinbruch mit Felswänden, Schutt- und Blockhalden, die den geologischen Aufbau des Buntsandsteins offenlegen; naturnahe Wälder mit aus historischen Wirtschaftsformen hervorgegangenem Baumbestand mit hohem Totholzanteil; Objekt der wissenschaftlichen Erforschung von Verlauf und Dynamik der Wiederbewaldung auf Buntsandstein.                                            | ⊙        | 13,4          | 19. Okt. 1992 |
| Steinbruch Leimen                                 |      | 2.191 WDPA: 165700 | Heidelberg, Leimen (Baden) Muschelkalksteinbruch mit Stollensystem; Lebensraum verschiedener, in großer Individuenzahl vorkommender Fledermausarten; zeitweise, bis dauernd wasserführende Gewässer als Lebensraum seltener, vom Aussterben bedrohter Amphibien; einzigartiges Mosaik unterschiedlicher, sich ergänzender Lebensräume auf kleiner Fläche.                                                 | ⊙        | 22,0          | 10. Okt. 1995 |
| Legende für Naturschutzgebiet                     |      |                    | |          |               |               |